# Saint-Jean-des-Échelles
Saint-Jean-des-Échelles ist eine französische Gemeinde mit 225 Einwohnern (Stand: 1. Januar 2022) im Département Sarthe in der Verwaltungsregion Pays de la Loire. Sie gehört zum Kanton Saint-Calais und zum Arrondissement Mamers. 
Nachbargemeinden sind Cormes im Nordwesten, Courgenard im Norden, Gréez-sur-Roc im Osten, Montmirail im Südosten und Lamnay im Südwesten.

## Bevölkerungsentwicklung
| Jahr      | 1962 | 1968 | 1975 | 1982 | 1990 | 1999 | 2006 | 2015 |
| --------- | ---- | ---- | ---- | ---- | ---- | ---- | ---- | ---- |
| Einwohner | 319  | 270  | 252  | 203  | 230  | 233  | 257  | 254  |